# Storia del Piemonte
(Giovanni Andrea Pauletti)
L'antica storia del Piemonte comprende una serie di eventi che interessarono il territorio della regione dal Paleolitico. Essi furono influenzati molto dai paesi confinanti: la posizione strategica ai piedi delle Alpi la rese infatti ambita da molte potenze (più di tutte la Francia) come «chiave d'accesso» all'Italia.
Furono però i Savoia a dominare sul Piemonte a partire dal XVI secolo: da quando Emanuele Filiberto di Savoia spostò la capitale da Chambéry a Torino, la dinastia prese le redini della storia piemontese mantenendo il dominio sul ducato prima e sul regno poi, fino all'unità d'Italia.

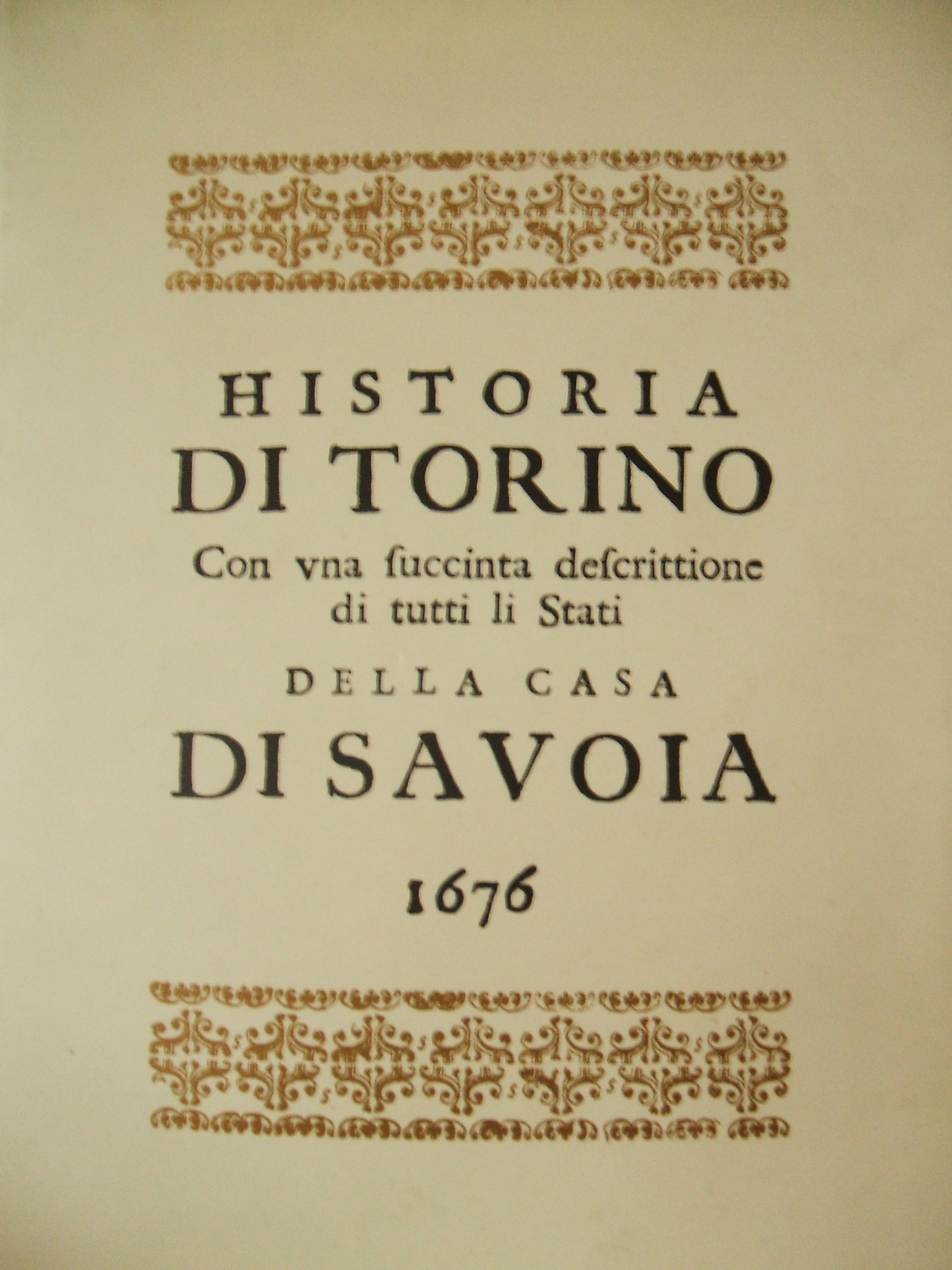
La copertina de lHistoria di Torino e degli Stati di Casa Savoia, scritta nel 1676 da Giovanni Andrea Pauletti in onore del duca Vittorio Amedeo II

## Le origini
I primi insediamenti nella regione che oggi viene chiamata Piemonte (dal latino ad pedem montium, letteralmente «ai piedi dei monti») risalgono al Paleolitico (tracce della presenza umana sono state ritrovate sul Monte Fenera nei pressi di Borgosesia). Al Neolitico risalgono invece gli utensili ritrovati nei pressi di Alba, Ivrea e nella Val di Susa.
Il territorio fu poi abitato dai Liguri, stanziatisi in gran parte dell'Italia settentrionale, e da altri popoli di stirpe celtica e celto-ligure, quali i Taurini, i Graioceli, i Bagienni, i Salassi e i Vertamocori. Una grande varietà di popolazioni, dunque, che vivevano di agricoltura, di pastorizia ai piedi delle montagne, di pesca lungo i grandi corsi d'acqua e che possedevano nel contempo grandi abilità artigianali e metallurgiche. Sembra che la città di Torino sia sorta in epoca romana poco lontano da un insediamento di Taurini, dai quali prende il nome.

## L'epoca romana

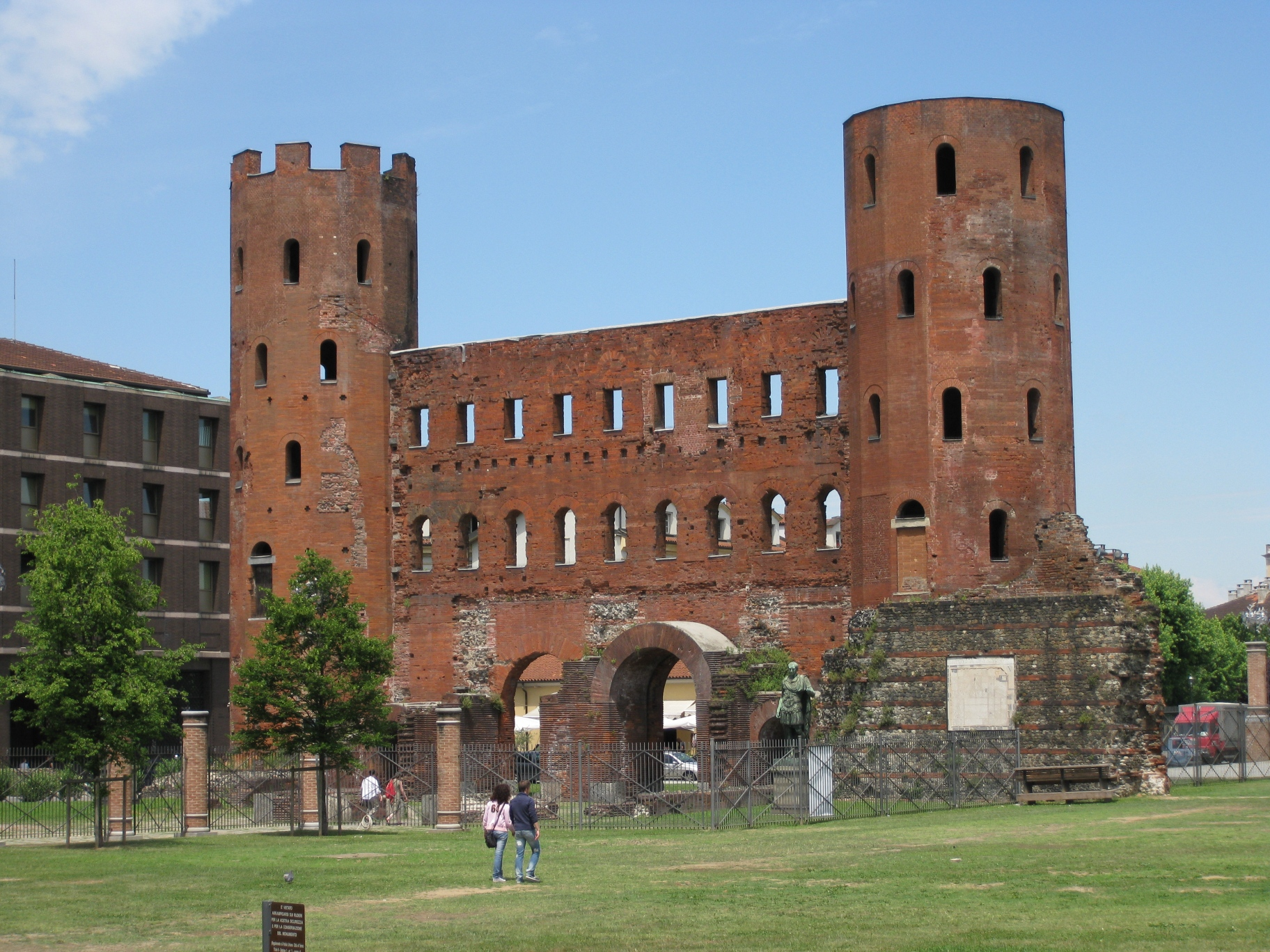
Le Porte Palatine a Torino

I Romani giunsero in Piemonte nel II secolo a.C., e fondarono  le città di Derthona nel 120 a.C. ed Eporedia nel 100 a.C. come avamposto per controllare la popolazione dei Salassi e la via delle Gallie che passava per i valichi alpini della Valle d'Aosta. Con Augusto, durante la campagna gallica, nell'anno 28 a.C. nacque la città romana di Julia Augusta Taurinorum, l'odierna Torino; nel 25 a.C. i Salassi venivano definitivamente sottomessi con la fondazione di Augusta Praetoria (l'odierna Aosta). La parte rimanente del Piemonte, costituita soprattutto da zone montuose, venne conquistata soltanto da Ottaviano Augusto.
Il Piemonte venne diviso tra la Gallia Cisalpina e le province romane delle Alpes Cottiae, Alpes Maritimae ed Alpes Poenninae.
I Romani, come in gran parte del Nord Italia, fondarono alcune delle maggiori città piemontesi vicino o su preesistenti insediamenti di origine celto-ligure, come Asti, Alba, Acqui Terme, Novara, Vercelli. Altre invece non erano di gran rilievo: spesso alcuni borghi venivano creati inizialmente come campi militari trincerati (da qui la pianta quadrangolare che caratterizza il centro di queste città), e solo successivamente incominciavano ad ospitare civili, solitamente in numero limitato.
Nel 312, l'esercito di Costantino I, si scontrò vittoriosamente contro le truppe di Massenzio, nell'area compresa tra Alpignano e Rivoli. L'evento viene generalmente ricordato come battaglia di Torino.
Al termine dell'epoca romana spicca la battaglia di Pollenzo, combattuta nel 402 da Stilicone contro le truppe dei Visigoti nella pianura intorno a Bra.

## L'alto Medioevo

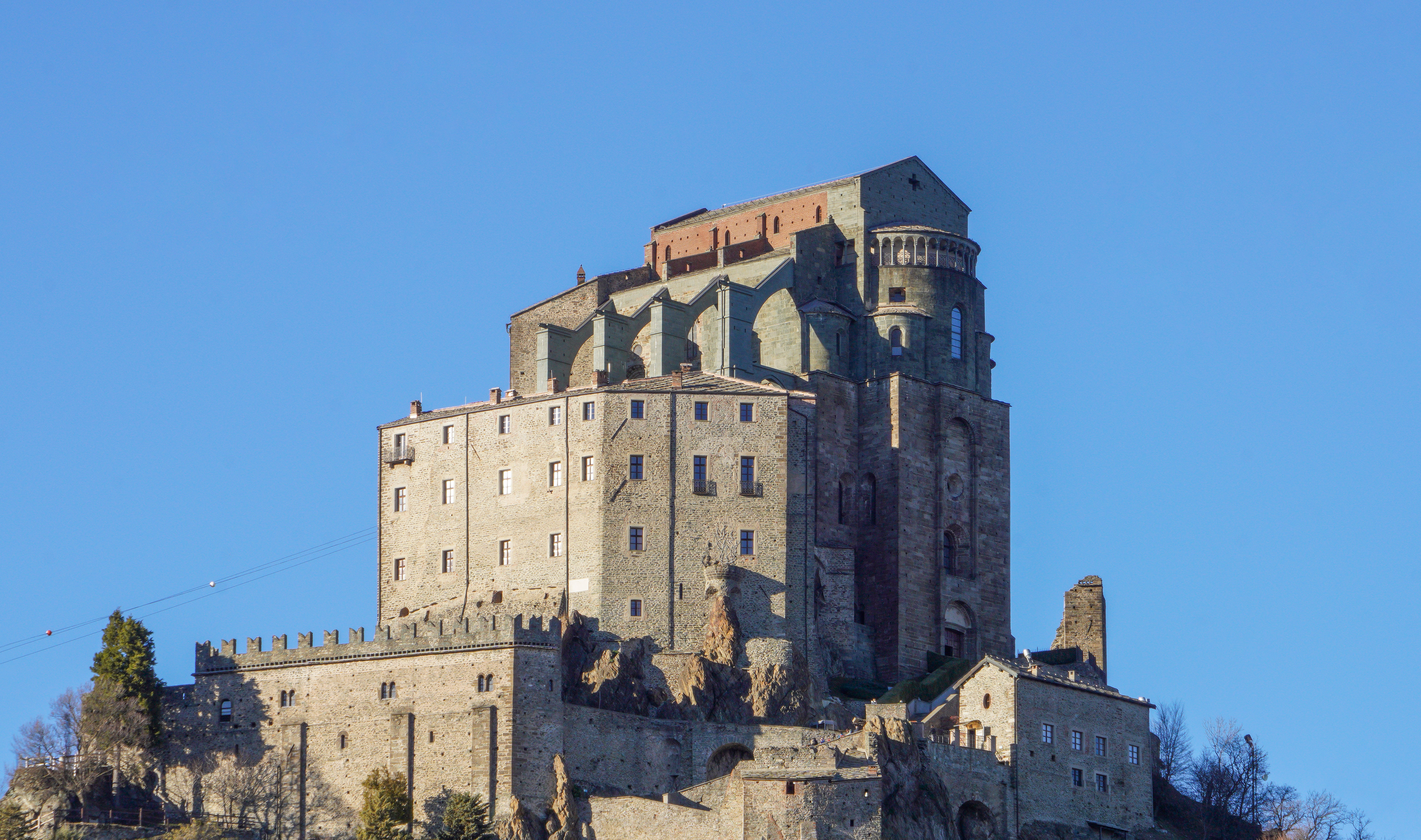
La Sacra di San Michele, monumento simbolo del Piemonte dal 1994

Nei primi anni successivi alla caduta dell'Impero Romano d'Occidente il Piemonte passò sotto il controllo delle popolazioni germaniche: entrato prima nel dominio di Odoacre, fu poi conquistato dagli Ostrogoti e, nella parte occidentale, dai Burgundi. A metà del VI secolo l'Italia venne riconquistata dai Bizantini, per poi cadere nelle mani dei Longobardi nel 568. Alcuni dei nuovi padroni longobardi stanziatisi in Italia settentrionale salirono a capo del nuovo regno con capitale a Pavia: tra essi, significativa per il Piemonte è la figura di Agilulfo, tra i primi duchi di Torino.
A questo periodo risalgono la suddivisione del territorio in ducati, quali quelli longobardi di Torino, Asti, Ivrea e San Giulio, la fondazione di numerosi importanti monasteri (come l'abbazia della Novalesa) e la redazione di alcune importanti norme giuridiche e amministrative.
La posizione strategica del Piemonte era ben chiara nel Medioevo, quando Carlo Magno comprese la necessità d'impossessarsi della regione per conquistare il regno longobardo di Desiderio. La battaglia che si svolse presso la Chiusa di San Michele fu decisiva per il re franco: sconfitti i longobardi, egli penetrò in profondità nel territorio piemontese, raggiungendo Torino e marciando a tappe forzate verso Pavia.

### Le invasioni saracene
Un lungo periodo di pace fu interrotto a partire dal IX secolo, con le incursioni di pirati saraceni provenienti dalle coste liguri, che segnarono profondamente la storia della regione.
I predoni, che provenivano principalmente dall’attuale Algeria orientale e avevano posto la loro base principale a Frassineto (in Provenza, sopra Saint-Tropez), ben presto arrivarono a saccheggiare anche Asti e Susa, terrorizzando la popolazione e rendendo insicuri i commerci via terra lungo i valichi alpini. Tra il 912 e il 920 venne anche saccheggiata l'abbazia di Novalesa, che sorgeva presso il Moncenisio, e Oulx fu quasi rasa al suolo. I monaci di Novalesa, dopo il saccheggio, si rifugiarono a Torino.

### La suddivisione in marche

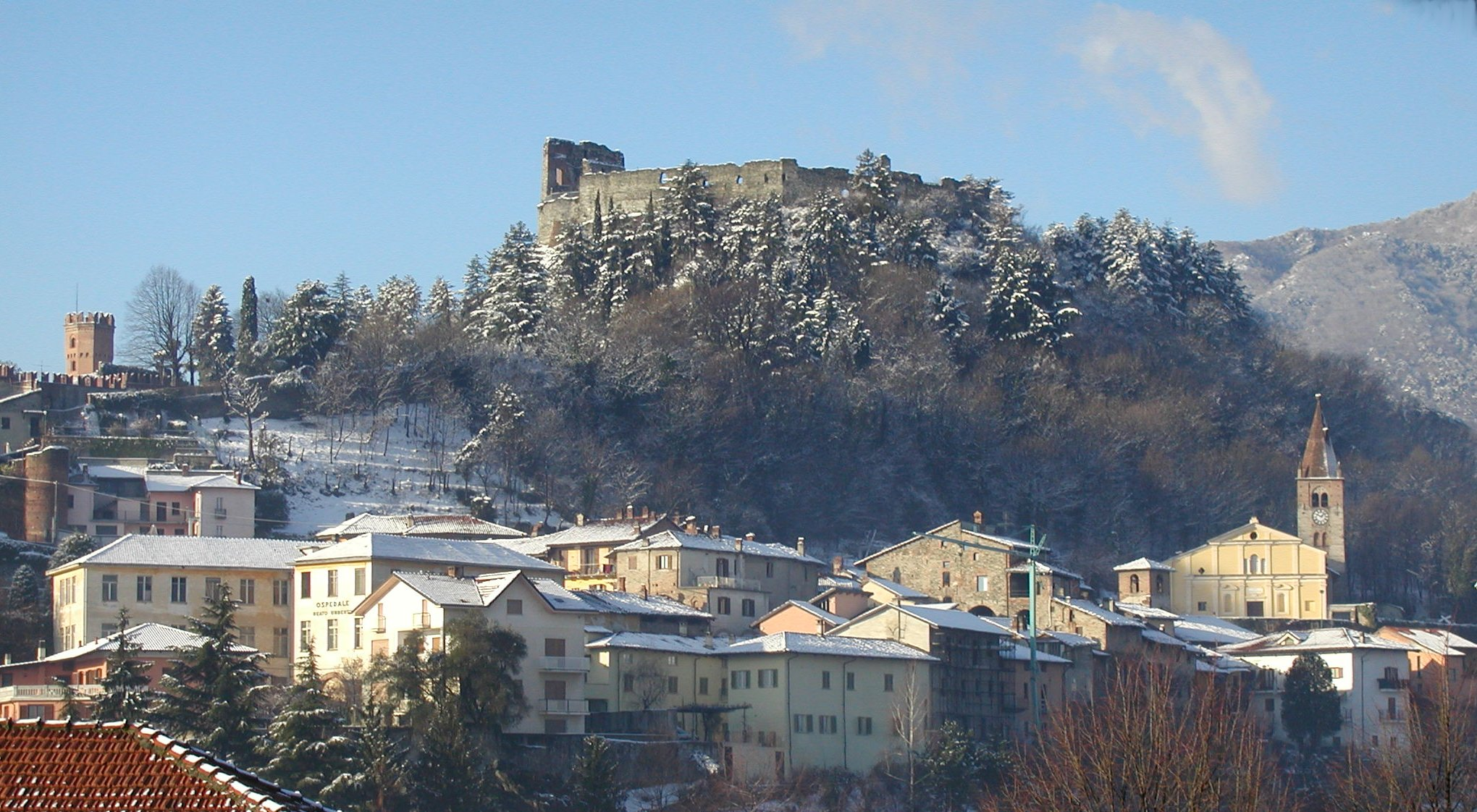
I resti del castello di Avigliana

Entrato a far parte integrante dell'Impero Carolingio, il Piemonte, pur essendo parte del regno d'Italia, venne prima diviso in tre regioni amministrative franche, dai confini incerti, e in seguito venne unificato nella grande marca di Ivrea, retta dagli Anscarici. Era questa una potente stirpe, di origine franca, che aveva avuto il suo capostipite in Anscario I. Divenuta troppo potente per gli equilibri locali, nel 926 la Marca di Ivrea fu smembrata dal re d'Italia Ugo di Provenza. Ne nacquero tre nuove marche, che prendevano il nome dai loro fondatori:
- la marca Aleramica
- la marca Obertenga
- la marca Arduinica.

Le nuove famiglie posero la loro sede in importanti città, anche fuori dal Piemonte (come Savona, primo capoluogo degli Aleramici).
Al tempo la distinzione tra Piemonte e Liguria non esisteva ancora. Del resto il nome Piemonte indicava soltanto una zona compresa tra il Tanaro e le Alpi Cozie. L'acquisizione del significato attuale avverrà soltanto nel XV secolo.
Grandi reggenti delle marche piemontesi furono Arduino d'Ivrea e Olderico Manfredi II, marchese di Torino, che tentarono senza successo di estendere i loro domini con la forza. Dopo Arduino d'Ivrea la marca Arduinica venne sciolta, alla figlia di Olderico, Adelaide di Susa rimasero Torino e Susa, in cui la marchesa si insediò. Con il matrimonio contratto con Oddone di Savoia, Adelaide unì i territori piemontesi del padre Olderico con quelli in Savoia che la dinastia del marito possedeva sin dai tempi di Umberto I Biancamano. Con questo matrimonio la casa Savoia iniziò la prima timida espansione in Piemonte.

## I Comuni
Nel XII secolo si assiste ad una vera rinascita della regione: numerosi borghi prendono nuova vita con l'avvento dei liberi comuni. Tra i più potenti si possono citare Alba, Asti, Chieri, Ivrea, Mondovì, Novara, Torino, Tortona, Savigliano e Vercelli.

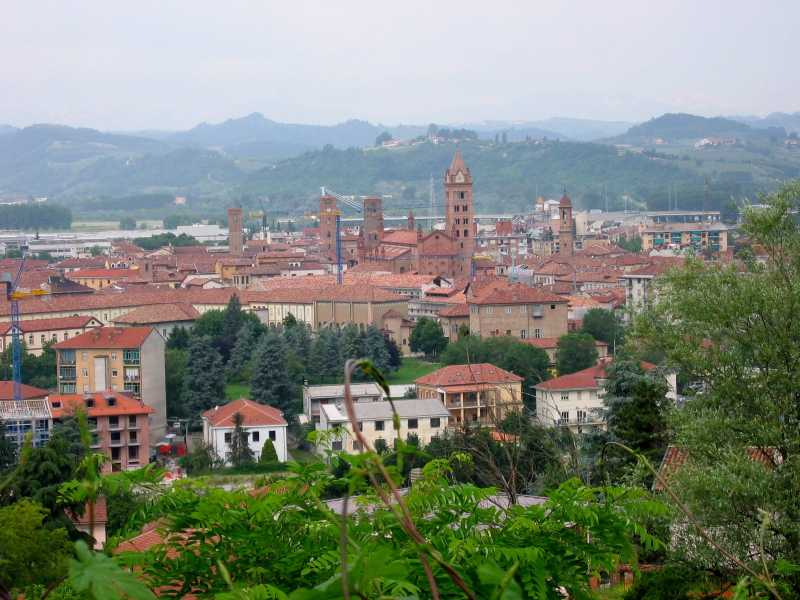
Veduta di Alba, comune in provincia di Cuneo

 Nel 1162, quando Milano fu saccheggiata dalle milizie del Barbarossa, molti comuni piemontesi entrarono anch'essi nella grande Lega Lombarda che aveva come scopo la sconfitta dell'imperatore tedesco.
La prima città ad entrare nella Lega fu Ivrea. Molte altre seguirono il suo esempio negli anni successivi, tutte mosse anche dal desiderio di allargare i loro domini comunali a spese dei vassalli di Federico I, come il marchese Guglielmo V del Monferrato, che infatti dovettero cedere dinanzi alla forte alleanza dei comuni.
In onore al papa Alessandro III, che tanto si era operato contro la minaccia ghibellina, i comuni lombardi fondarono, in un punto strategico tra i fiumi Tanaro e Bormida una nuova città costruita a dispetto dell'imperatore tedesco: Alessandria.
Nel 1174 Federico I discese per la quinta volta in Italia. Dopo aver saccheggiato Susa, piombò nella Pianura Padana assediando Alessandria. La città sostenne un lunghissimo assedio, ma riuscì a far desistere gli invasori che da lì a poco sarebbero stati sconfitti a Legnano.
La dura sconfitta non mutò però l'assetto politico che si era venuto a creare in Piemonte: da una parte le città appartenenti alla Lega, come Ivrea, Novara, Vercelli ed Alessandria, dall'altra quelle che sostenevano l'Impero, rette da vassalli di Federico: Chieri, Casale Monferrato, Torino e Tortona in particolare. Le lotte tra queste città continuarono a lungo, specie per le mire espansionistiche dei potentati aleramici del Monferrato e Saluzzo.

## Il Monferrato, Saluzzo e i marchesati aleramici

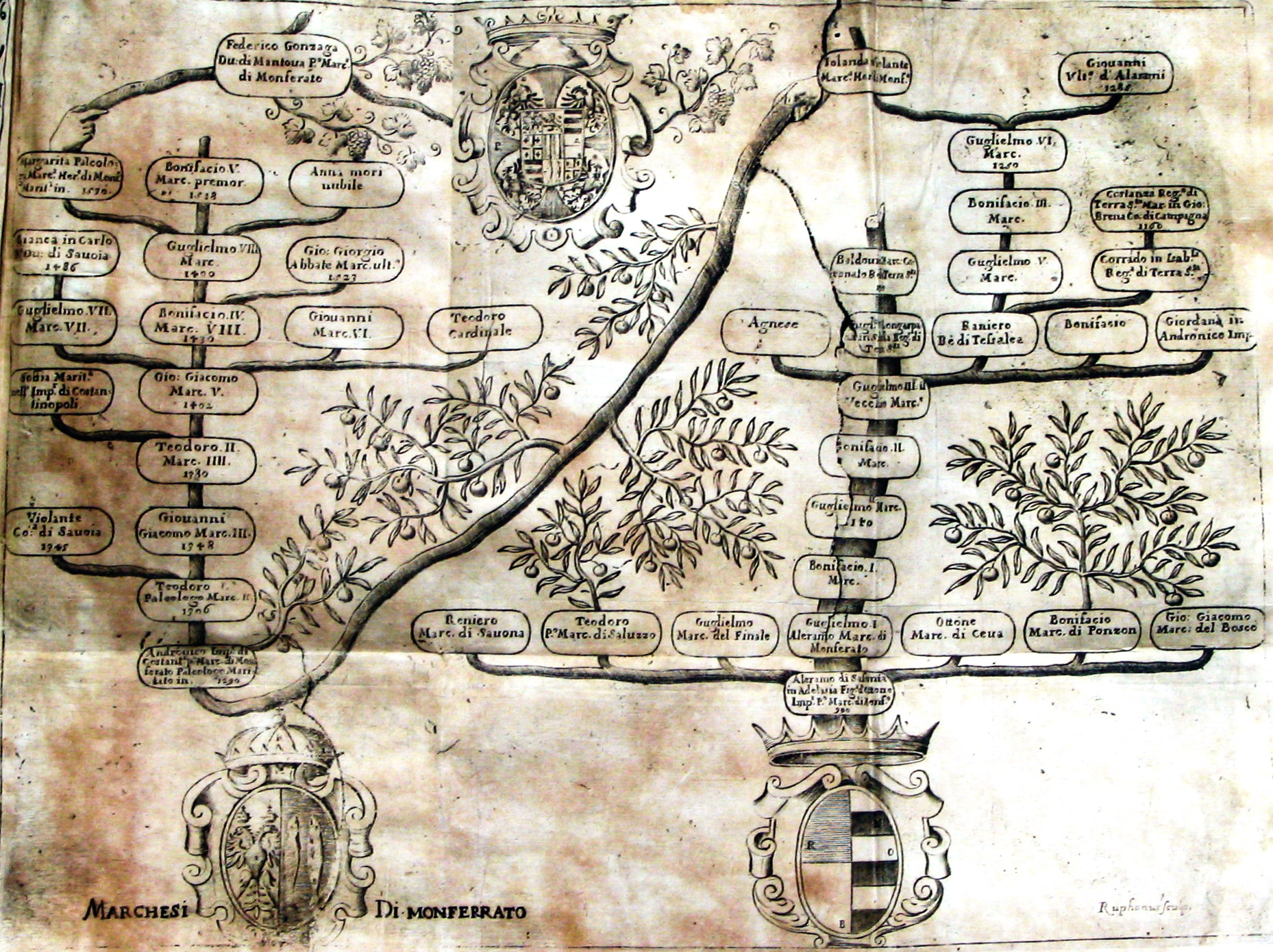
Albero genealogico dei Marchesi del Monferrato, da Compendi Historici 1668.

La nascita dei marchesati, che segnarono profondamente la storia piemontese, si deve ad Aleramo del Monferrato, che la leggenda vuole abbia sposato la figlia dell'imperatore Ottone I di Sassonia. Aleramo avrebbe ricevuto in dono da Ottone tanta terra quanta egli sarebbe riuscito a percorrere a cavallo in tre giorni: quella zona era il Monferrato, ed Aleramo venne insignito del titolo di Marchese nel 967.
In realtà il dominio aleramico era molto più vasto del Monferrato: si estendeva dal fiume Po alla Liguria centro-occidentale, avendo come principale centro di potere Savona.
Aleramo era figlio di un grande signore della zona, Guglielmo, di cui si conosce assai poco. Molto più noto è Bonifacio del Vasto, nipote di Aleramo e signore di Savona, che possedeva un'estensione terriera enorme (non solo in Piemonte ma anche in altre parti d'Italia, specialmente in Toscana) e che divise i suoi domini tra i suoi figli generando in questo modo i principali potentati del Piemonte. Tra essi, i più rilevanti erano il Monferrato e Saluzzo.

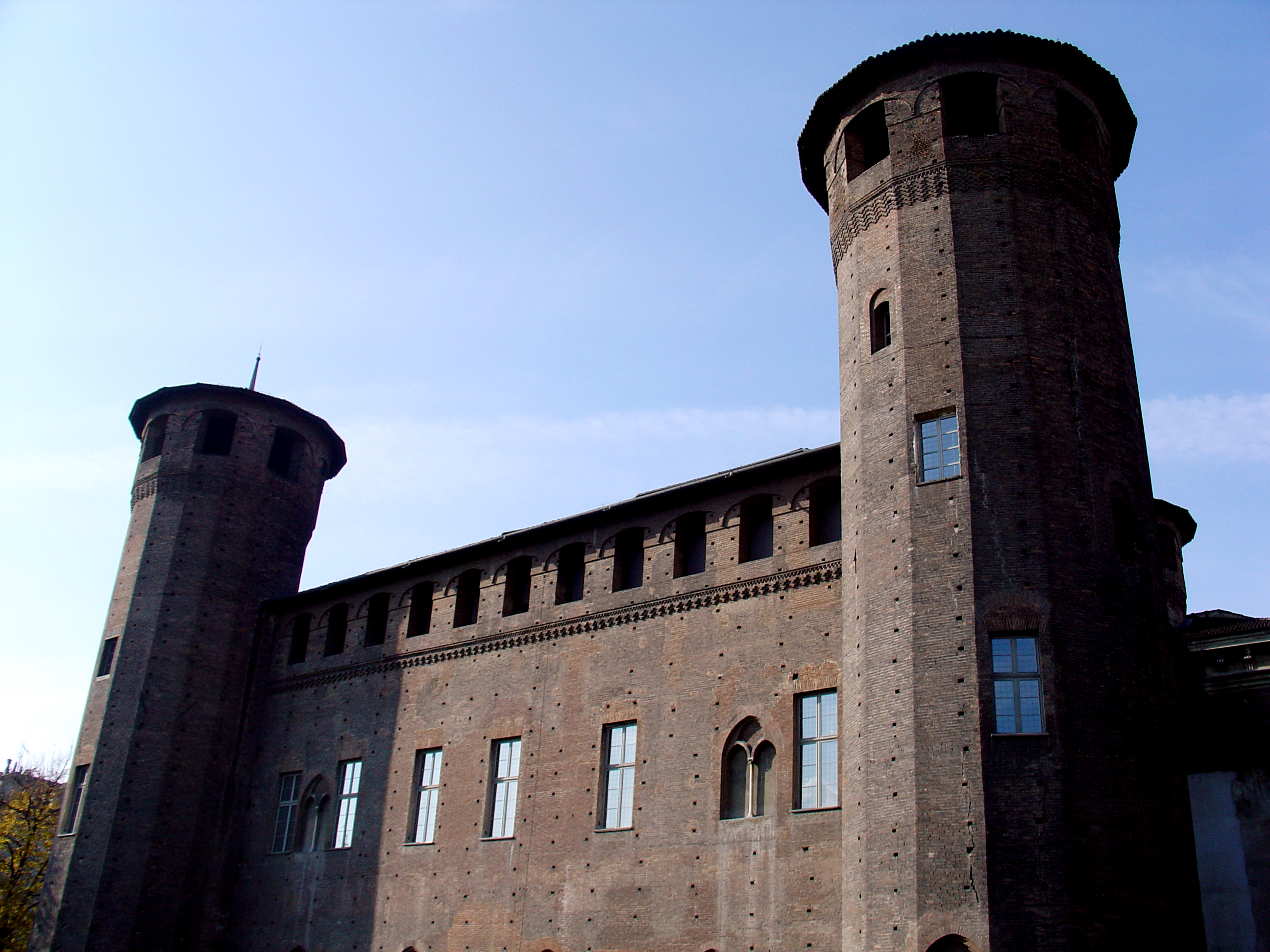
Casaforte degli Acaja, Torino.

In Monferrato, i marchesi Guglielmo V il Vecchio, Corrado, Bonifacio e altri estesero notevolmente il potere del loro Stato consolidando la dinastia e puntando a conquistare tutto il Piemonte meridionale.
Guglielmo V e Corrado parteciparono alla terza crociata, e Corrado divenne erede al trono del Regno di Gerusalemme. Le morti improvvise di Guglielmo V e Corrado determinarono come successore il marchese Bonifacio I del Monferrato, che divenne re di Tessalonica. In questo regno, che ebbe una vita effimera, Bonifacio morì combattendo i Bulgari nel 1207.
La corte piemontese di Bonifacio, comunque, rimase intatta. Guglielmo VI e Bonifacio II fecero ruotare intorno a Chivasso una corte aristocratica incentrata sulle epiche gesta cortesi dei loro predecessori, impegnati nelle Crociate.
L'apice del potere avvenne forse sotto il regno di Guglielmo VII (1253 - 1296), che divenne anche capitano di Genova e Milano. Catturato dagli alessandrini, venne ucciso, e il figlio Giovanni I (1296 - 1305) morì senza eredi. A mantenere il controllo del Monferrato arrivò Teodoro I, un Paleologo di Bisanzio, imparentato con gli Aleramici.
Rispetto a quando avvenne nel resto dell'Italia settentrionale, in Piemonte si svilupparono in modo preponderante le signorie territoriali, come quella dei conti di Castello, che nel 1291 vendettero Sempione e Gondo al vescovo di Sìon Boniface de Challant.
A Saluzzo, invece, il potere marchionale fu meno evidente. Manfredo I, il primo marchese, era il primogenito di Bonifacio del Vasto e ottenne gli strategici territori di Saluzzo e poche altre terre. I suoi successori non godettero mai di grande potere. La guerra civile che contrappose Manfredo V a Federico I rischiò addirittura di distruggere l'indipendenza del marchesato.
Superata la guerra civile e abbandonata l'idea di estendere la propria egemonia su tutto il Piemonte, Saluzzo divenne un borgo florido durante i regni di Ludovico I e Ludovico II.
Tra le altre signorie aleramiche sorte in Piemonte meridionale, sono da segnalarsi anche i piccoli marchesati di Ceva e di Incisa.

## L'emergere dei Savoia

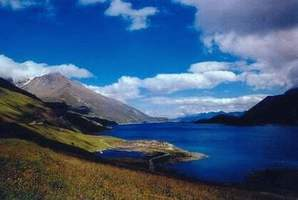
Veduta del Colle del Moncenisio, uno dei punti strategici del primo territorio sabaudo.

I primi Savoia, come già accennato, non erano piemontesi come i conti di San Martino e Valperga di Masino discendenti del Re Arduino d'Ivrea. Il cuore del loro potere era la Moriana, al di là del Moncenisio, e solo con il matrimonio tra Oddone e Adelaide di Susa ricevettero in dote i territori padani.
La loro signoria era incentrata sul controllo dei valichi alpini. I territori sabaudi, distribuiti sulle montagne, erano delimitati da confini vaghi, difficili da controllare. Fu Umberto III di Savoia, salito al potere a soli 12 anni dopo la partenza del padre Amedeo III di Savoia per le Crociate, a definirsi per la prima volta "Conte di Moriana, di Savoia e Marchese d'Italia".
I rapporti dei primi Savoia con l'Impero seguirono la sorte degli altri potentati piemontesi. Da quando Umberto III decise di staccarsi dall'influenza borgognona per creare uno Stato orientato all'Italia, i Savoia dapprima cercarono di tenersi lontani dall'influenza imperiale, poi dovettero scendere a patti con essa, diventando fieri vassalli. In seguito, però, sempre seguendo la convenienza del momento, Umberto III si schierò apertamente contro l'impero, scatenando la reazione di Enrico VI che discese in Italia e saccheggiò Avigliana e Rivalta.
Gli anni successivi furono segnati dalle lotte tra Umberto III e il potere vescovile, specie quello di Torino, favorito dai successivi imperatori a scapito dei Savoia, mentre il figlio Tommaso I, cercò di attuare una politica riconciliatrice nei confronti dell'Impero. Con i governi di Tommaso I e del successore Amedeo IV il potere della casata rimase stabile.
Nel 1254, alla morte di Amedeo IV, iniziarono sanguinose lotte interne tra i numerosi figli del conte. Dopo alcuni anni, il territorio dei Savoia venne riunificato dal valoroso Pietro II, definito dai contemporanei "il piccolo Carlo Magno", che riuscì a ristabilire l'ordine lasciando la successione al fratello Filippo I, senza altri pretendenti al trono.
Dopo le difficoltà seguite alla morte di Amedeo V di Savoia, lo Stato sabaudo riacquistò potere grazie alle imprese militari di Amedeo VI e Amedeo VII, ricordati come "il Conte Verde" e il "Conte Rosso". Amedeo VII, in particolare, riuscì a conquistare nel 1388 uno sbocco al mare con Nizza, che rimase il principale porto sabaudo e divenne uno dei capisaldi del potere della Casa in Piemonte.
Da segnalarsi, inoltre, il ramo della famiglia Savoia-Acaia, che ricevette il titolo nel 1301, al matrimonio di Filippo d'Acaia con Isabella, ultima erede della dinastia dell'omonimo principato greco, e fino al 1418 mantenne la signoria su una vasta area intorno a Pinerolo (la capitale) e Fossano.

## Il XV secolo
Periodo di grande incertezza, anche religiosa, il Medioevo vide il sorgere di numerose eresie, e il Piemonte fu la culla di una delle principali: i Dolciniani, che prendevano il nome dal loro fondatore, Fra' Dolcino. Nonostante cercasse di aderire alla purezza dei primi cristiani, secondo l'anonimo autore della Historia fratis Dolcini eresiarchi si sarebbe poi abbandonato a saccheggi e assassini vagando tra vari paesi del Biellese e del novarese. Il vescovo di Novara, Raniero Avogadro, fu incaricato da papa Clemente V di organizzare una sorta di crociata contro Dolcino, che venne catturato e condannato a morte nel 1307.
Per contrastare la crescente opposizione alla Chiesa cattolica in Piemonte, dal XIII secolo incominciarono quindi a essere istituiti numerosi tribunali dell'Inquisizione, a partire dal pontificato di papa Innocenzo IV. Generalmente i tribunali erano presieduti da inquisitori del milanese o del Delfinato. Spesso si verificarono tra i popolani e i religiosi veri e propri scontri armati, come quando nel 1365 l'inquisitore Pietro Cambiani venne assalito ed ucciso dalla popolazione di Susa. Stessa sorte toccò qualche anno dopo ad Antonio Pavoni. Sotto il regno di Amedeo VIII di Savoia il tribunale ottenne sempre maggiore potere, e le repressioni sotto Ludovico divennero ancora più violente.
Durante il XV secolo si assiste ad un consolidamento del potere signorile a scapito delle città comunali (già decadute nel secolo precedente) e soprattutto dei vescovi. Il potere vescovile aveva svolto una funzione di collante tra le varie città, ma dagli inizi del Quattrocento, con l'avanzata dei Savoia e il consolidamento delle altre signorie di Monferrato e Saluzzo, venne messo sempre più in disparte.
Il XV è anche il secolo in cui il Piemonte forma i suoi confini geografici attuali: i territori dell'attuale regione, infatti, sono pressoché quelli che possedevano i tre stati dell'epoca. Nella prima metà del Trecento, infatti, i Visconti avevano conquistato Asti, Bra, Cherasco, Alessandria, Novara e Vercelli. I Savoia in quei tempi si appoggiavano ai milanesi per poter conquistare il Monferrato, passato sotto i Paleologi di Bisanzio e precipitato nella miseria in seguito al termine repentino della dinastia aleramica. 

Teodoro I del Monferrato, attraverso la madre Violante, moglie di Andronico, imperatore bizantino, aveva ereditato il feudo dallo zio Giovanni, morto prematuramente, ed era riuscito a tenerlo sotto controllo durante il proprio governo. Ma i suoi giovani successori non seppero fare altrettanto e, dopo l'esperienza disastrosa di Ottone III e la guerra scoppiata sotto uno dei suoi successori, Giovanni Giacomo, lo Stato monferrino non seppe più riprendersi. Nel 1432 Giovanni Giacomo fu costretto a firmare una pace molto vantaggiosa per i Savoia, cedendo loro gran parte delle sue terre e dichiarandosi loro vassallo.

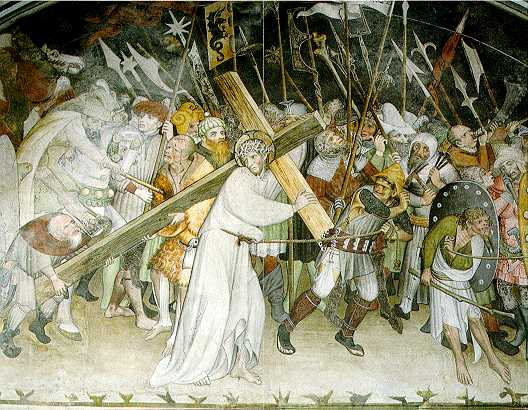
Salita al Calvario di Giacomo Jaquerio, il maggiore pittore piemontese del periodo

Parentesi nel degrado del marchesato monferrino fu il governo di Teodoro II, divenuto per qualche tempo anche padrone di Genova, la cui potenza si basava sul capitano di ventura Facino Cane, che al termine delle guerre venne ricompensato con Alessandria, Novara e Tortona. Vercelli venne occupata dai monferrini e passò nel 1427 ai Savoia.
Disgregatisi i domini viscontei, Amedeo VIII di Savoia si prodigò per conquistarli ed annetterli al proprio feudo. Ottenuto nel 1416 il titolo ducale, concesse al figlio Ludovico il primo titolo di Principe di Piemonte della dinastia (1418). Amedeo, dal canto suo, salì al soglio pontificio come antipapa, con il nome di Felice V. Amedeo concesse anche il primo sistema di statuti (Statuta Sabaudiae) nel 1430.
Mentre i marchesi di Monferrato iniziavano il loro lento declino, i Saluzzesi conoscevano nel XV secolo il massimo loro splendore. I marchesi Ludovico I e Ludovico II aprirono la loro piccola capitale alle arti. Ludovico I, che spesso apparve come paciere nelle beghe piemontesi, diede al marchesato grande splendore, che iniziò già ad incrinarsi dopo le spedizioni militari del figlio Ludovico II. In seguito alla morte di Ludovico II, anche per Saluzzo iniziò un lento declino.

## Il XVI secolo

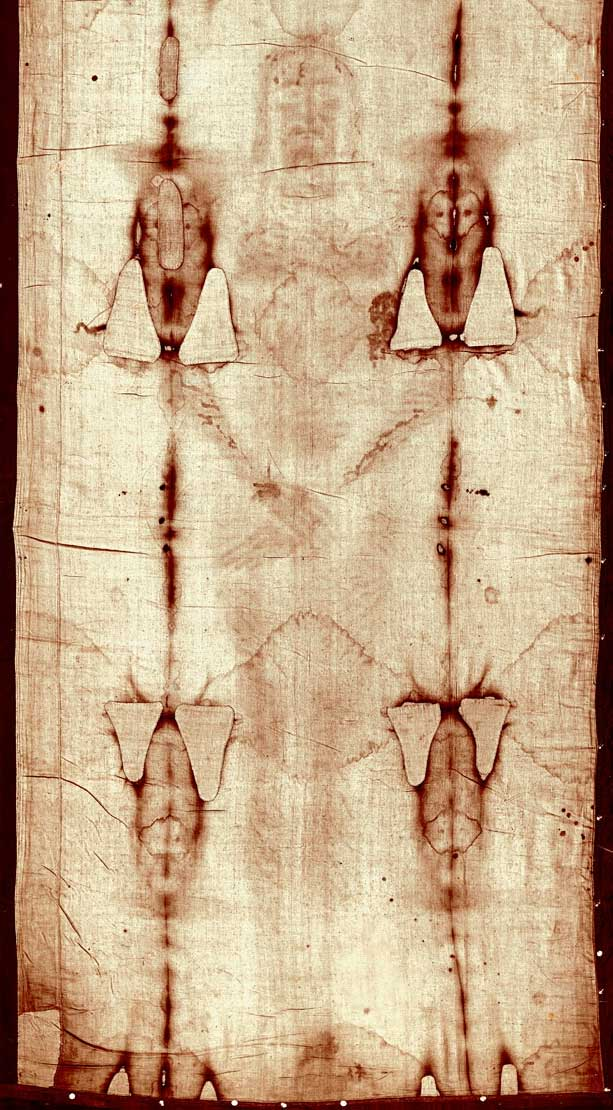
La Sacra Sindone fu trasferita da Chambéry a Torino nel 1578

Nel XVI secolo l'unità territoriale del Piemonte fu di nuovo spezzata. Già dal 1494 esso veniva attraversato dalle truppe di Carlo VIII di Francia durante una campagna, quella italiana, che avrebbe stravolto la situazione politica della penisola.
Anche i Savoia, fino a quel momento gli unici feudatari a detenere ancora un potere consistente, nella fase a cavallo tra XVI e XVII secolo caddero in una condizione di debolezza. Dopo la morte di Amedeo VIII il potere era passato al figlio Ludovico e poi al nipote Amedeo IX. Questi, seppur ricordato come un uomo di grande spiritualità tanto da essere dichiarato beato, era malfermo in salute e morì dopo un breve governo. I suoi successori si dimostrarono poco propensi alle conquiste territoriali, governando spesso per pochi anni.

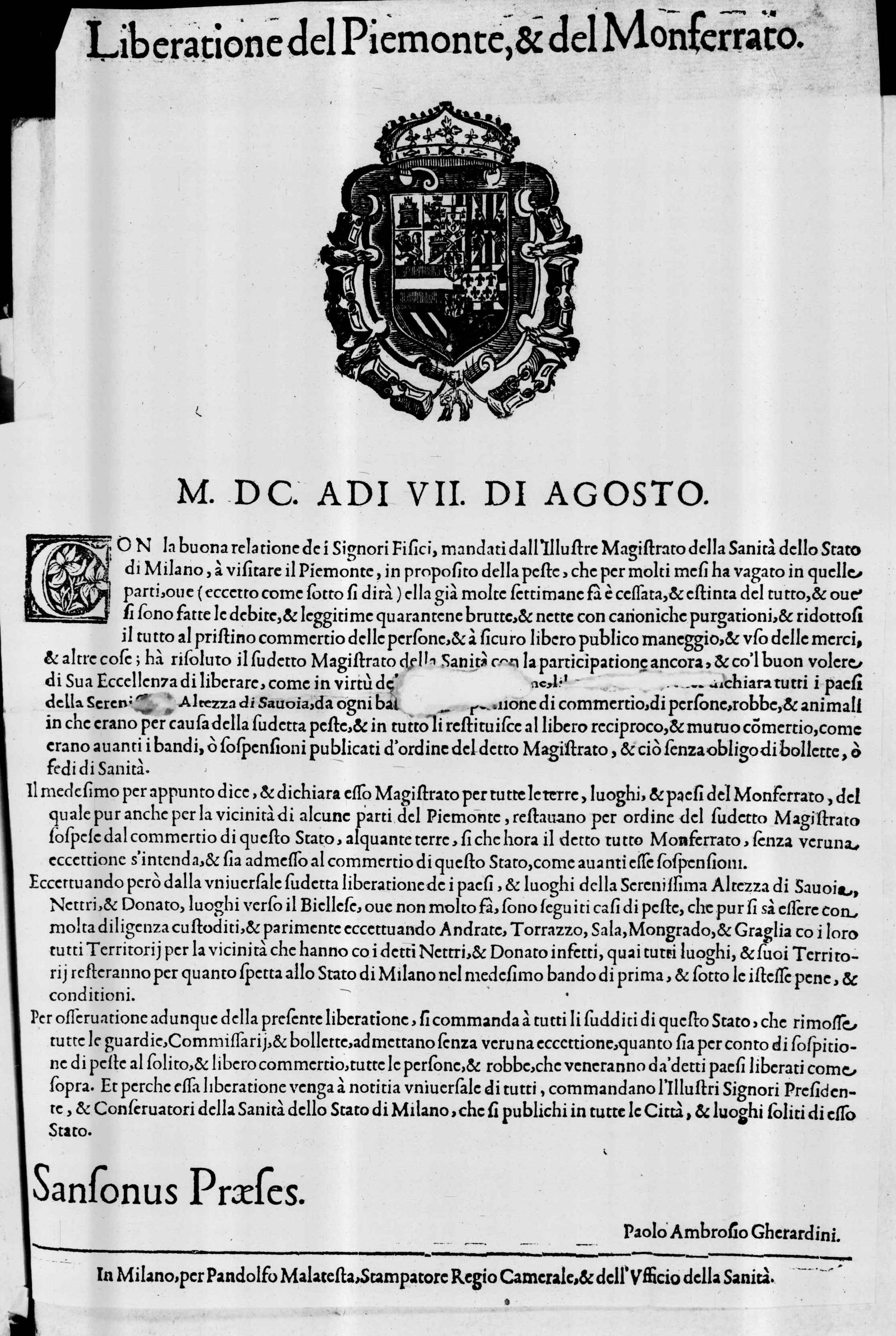
Liberazione del Piemonte e del Monferrato, 1600

Data la debolezza dei principali potentati piemontesi, la discesa di Carlo VIII prima e di Luigi XII dopo segnò un periodo di crisi. Durante le guerre italiane tra spagnoli e francesi, questi ultimi occupano la Savoia e la stessa capitale del ducato, Chambéry. I territori vennero poi recuperati da Emanuele Filiberto che, insignito da Filippo II del titolo di Governatore dei Paesi Bassi, sconfisse duramente i francesi a San Quintino nel 1559 (al comando dell'esercito spagnolo) e con la Pace di Cateau-Cambrésis ottenne la restituzione del Ducato di Savoia. Da quel momento attuò una serie di riforme atte ad accentrare e organizzare intorno a sé il Piemonte. Abolì molti degli antichi privilegi fiscali, così come la servitù della gleba, rafforzò i confini e l'esercito, portandolo ad alti livelli e partecipando con la sua flotta alla vittoria cristiana di Lepanto del 1571, cercò (impresa, questa, non riuscitagli) di annettere al Piemonte il Marchesato del Monferrato e quello di Saluzzo. Emanuele Filiberto, cosa assai più importante, comprese che il futuro di Casa Savoia non era da cercarsi nella zona francese, ormai unita sotto una potente monarchia, ma in Italia: spostò pertanto la capitale da Chambéry a Torino nel 1562.
A Torino fece edificare la cittadella, della quale oggi rimane solo visibile il maschio centrale, fondamentale sistema difensivo che più di una volta salvò il Piemonte dalle invasioni nemiche. Giovanni Andrea Pauletti la ricorda in questo modo:
Nel 1533 era morto Giovanni Giorgio del Monferrato, ultimo Paleologo, e per la successione era iniziata una dura battaglia diplomatica vinta infine da Federico Gonzaga il quale, da quel momento, divenne marchese di Monferrato.
Il Marchesato di Saluzzo, dal canto suo, aveva spontaneamente ceduto la sua indipendenza in un Consiglio, cacciando Gabriele del Vasto e facendosi annettere alla Francia nel 1549. Il territorio verrà poi annesso al Ducato di Savoia da Carlo Emanuele I di Savoia a seguito della Pace di Lione del 1601.

## Il XVII secolo

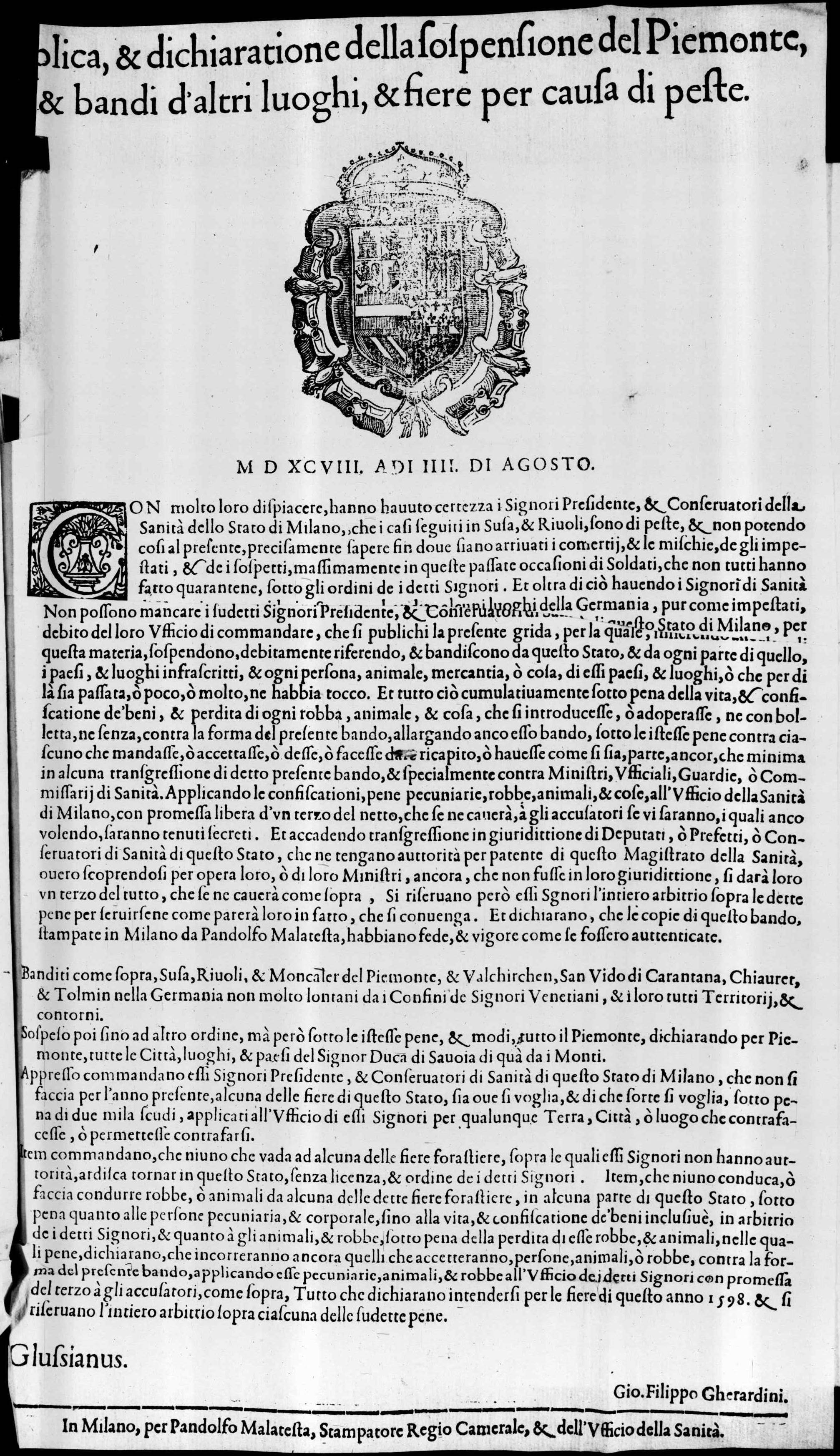
Prima della peste del 1630 di manzoniana memoria, un'altra epidemia di peste aveva colpito il Piemonte nel 1598. Qui un bando che sospende attività e fiere.

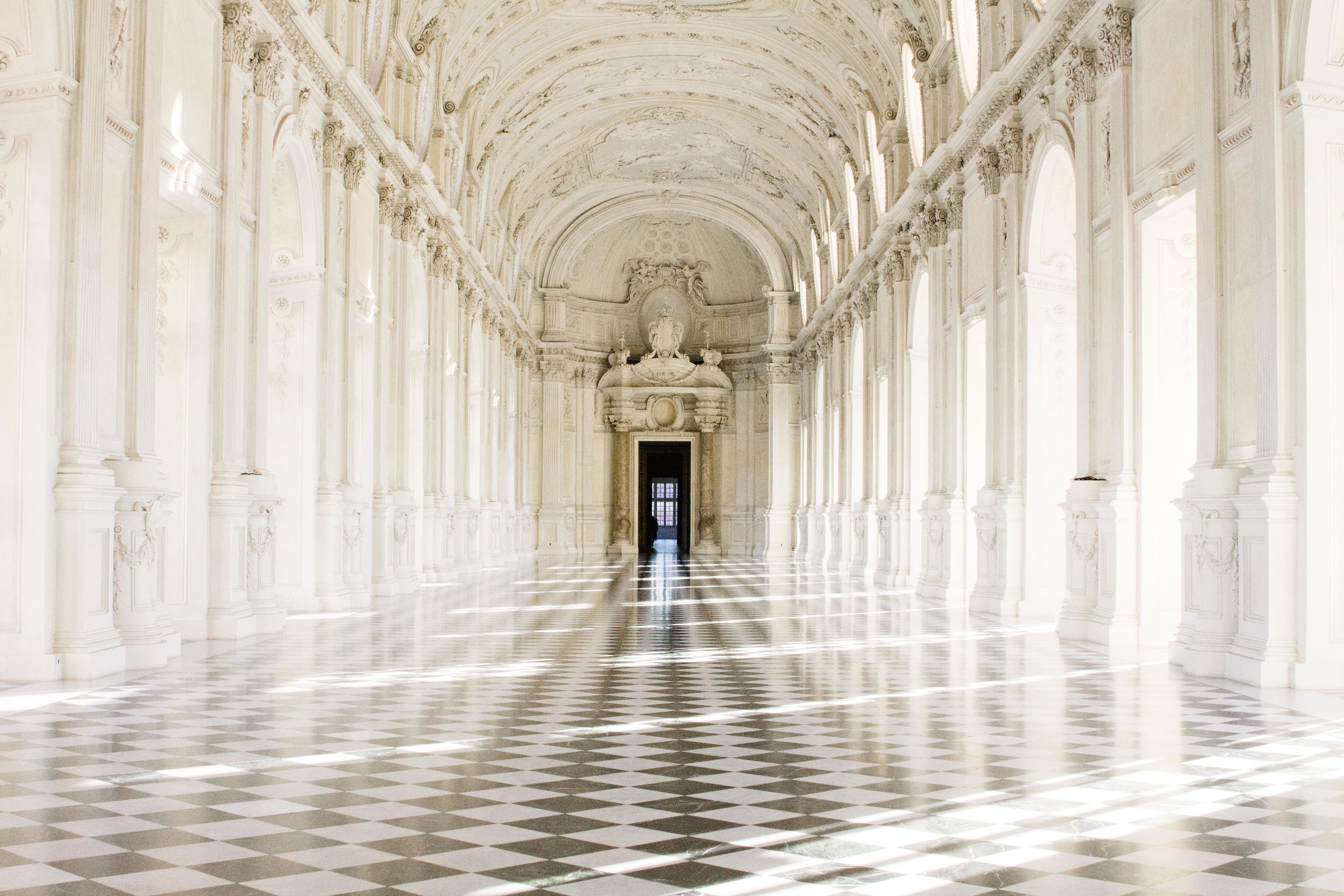
"La Galleria Grande", Reggia di Venaria Reale

Carlo Emanuele I di Savoia tentò una decisiva politica di rafforzamento degli stati sabaudi, impadronendosi di Saluzzo, come già osservato, e volendosi poi appropriare a tutti i costi il Monferrato, per la cui successione scoppiò quel conflitto che Alessandro Manzoni contestualizza nei suoi Promessi Sposi.
Così lo ricorda Andrea Pauletti:
Col trattato di Cherasco del 1631 il successore Vittorio Amedeo I riuscì a conquistare una parte dei territori monferrini, ma dovette cedere ai francesi la città di Pinerolo, che da sempre era stata contesa tra le due nazioni per la sua munita piazzaforte ed era stata ripetutamente presa e ripersa da entrambi i contendenti.
I successori di Vittorio Amedeo I furono Francesco Giacinto (morto ancora bambino) e Carlo Emanuele II. Fu Carlo Emanuele a rafforzare ancor di più la macchina bellica piemontese, lasciando ipotizzare già un'ulteriore espansione sabauda se non fosse morto prematuramente. Lasciava il figlio ancora bambino, Vittorio Amedeo II nella reggenza della "Madama Reale" Maria Giovanna Battista.
Vittorio Amedeo II, preso il potere dalla madre in modo assai brusco, fu al centro delle vicende politiche che lo condussero a divenire primo re di Sardegna. Iniziati gli screzi con Luigi XIV di Francia, Vittorio Amedeo si trovò più volte a dover fronteggiare la minaccia d'oltralpe e all'inizio venne ripetutamente sconfitto nella guerra franco-piemontese del 1690-1696 (battaglie di Staffarda e della Marsaglia). Entrato allora a far parte degli alleati del Re Sole, Vittorio Amedeo rientrò tra le file dei suoi avversari quando gli si presentò l'occasione propizia.

## Da Ducato a Regno
I Savoia intervennero attivamente nelle guerre dinastiche che dilaniarono il continente nel Settecento, riuscendo, grazie alla loro abile politica, ad estendere i possedimenti della dinastia.
- Trattato di Utrecht (1713): Vittorio Amedeo II diventa re di Sicilia, titolo ceduto nel 1720 per cingere la corona di Sardegna.
- Pace di Vienna (1738): Carlo Emanuele III ottiene il Novarese e Tortona
- Trattato di Aquisgrana (1748): Carlo Emanuele III annette l'alto Novarese e Vigevano, il confine viene spostato al Ticino.

Vittorio Amedeo II subì allora la più minacciosa delle invasioni francesi, sostenuta nel 1706 a rischio di subire in una disastrosa sconfitta, 
evitata con l'aiuto del principe Eugenio di Savoia con gli imperiali a difendere Torino assediata da oltre tre mesi. Risale all'assedio della cittadella di Torino sacrificio di Pietro Micca). 

La battaglia che si svolse sotto le mura della capitale il 7 settembre fu decisiva per il Piemonte, che si vide liberato dai nemici e alla fine, col Trattato di Utrecht del 1713, ottenne la corona regia di Sicilia commutata in seguito con quella di Sardegna nel 1720.

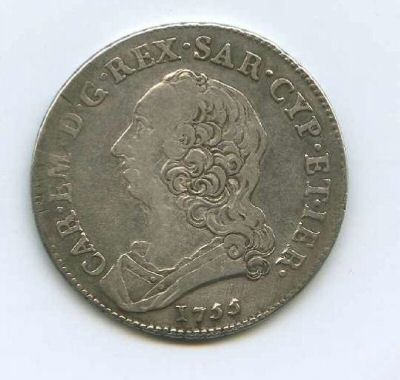
Moneta del 1755 raffigurante Carlo Emanuele III

Il successivo re di Sardegna fu Carlo Emanuele III, che nel suo lungo regno prese parte a due sanguinose guerre tra le potenze d'Europa: la guerra di successione polacca e la guerra di successione austriaca. Ricavati alcuni vantaggi nel primo conflitto, fu decisamente meno fortunato nella seconda guerra, arrivando nuovamente a vedere i suoi Stati invasi dai francesi. Persa la battaglia di Madonna dell'Olmo del 1744, riuscì però ad infliggere una pesantissima sconfitta ai nemici sulle alture dell'Assietta nel 1747, recuperando la piena sovranità sul Piemonte.

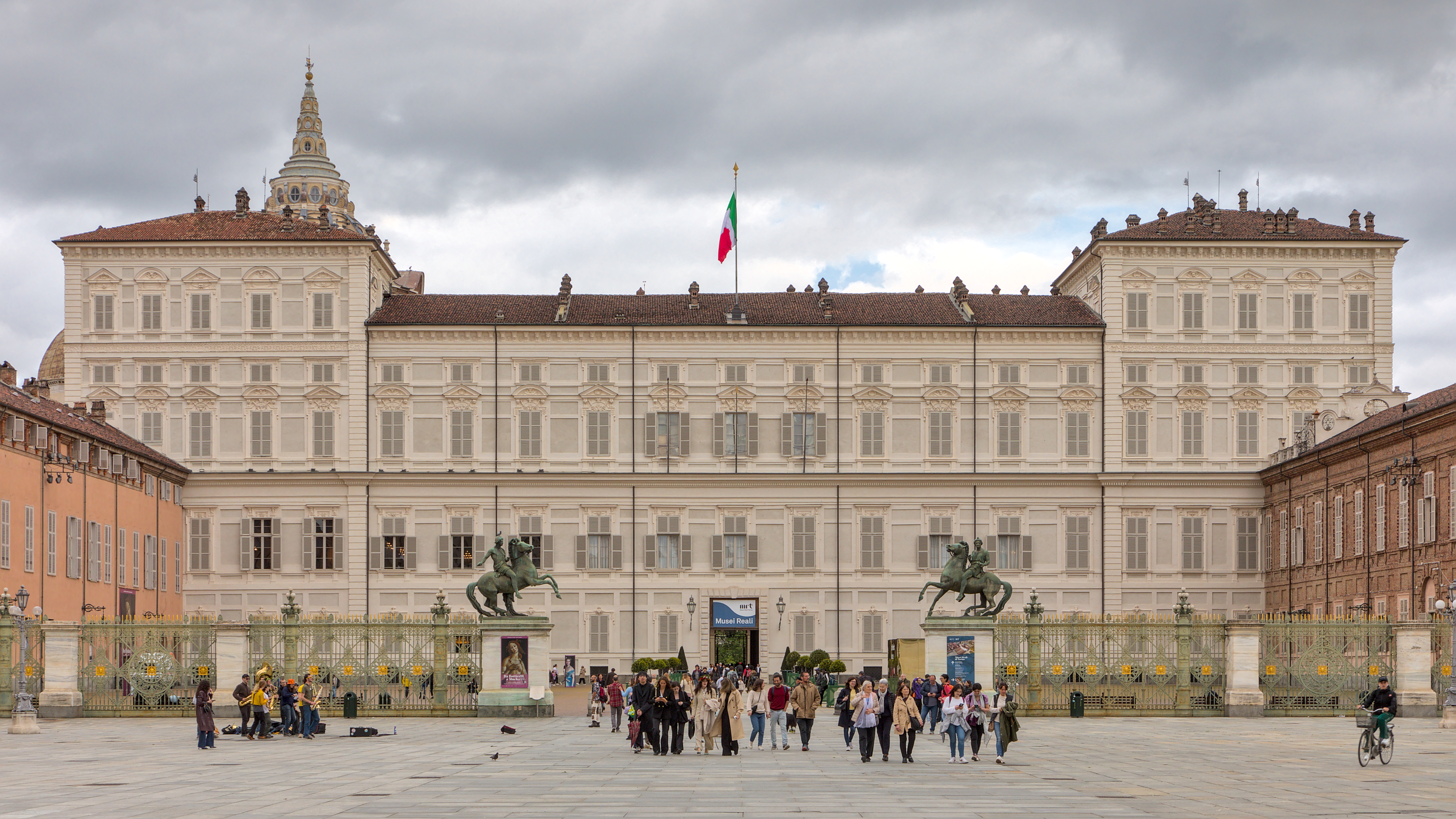
Palazzo Reale di Torino

La corte torinese raggiunse il massimo splendore. Il prestigio di Casa Savoia, celebrato dopo la battaglia di Torino con la costruzione della Basilica di Superga, si evidenzia con fastosi ricevimenti e feste nel Palazzo Reale, nella reggia di Venaria Reale e nella Palazzina di caccia di Stupinigi, veri capolavori dell'arte. Torino si trasforma in quegli anni divenendo una città barocca, grazie all'apporto dell'architetto di corte siciliano Filippo Juvarra e di altri artisti, come Guarino Guarini, creatore, tra l'altro, della Chiesa di S. Lorenzo in Piazza Castello. Francesco d'Aguirre fu il principale riformatore del pensiero e dell’istruzione del Piemonte.
L'"assolutismo riformatore" di Vittorio Amedeo II e Carlo Emanuele III sviluppò un efficiente apparato militare e burocratico, ma non fu altrettanto produttivo in campo economico e culturale: mancava una forte borghesia in grado di promuovere l'evoluzione della società, il commercio continuava a essere ostacolato da molti dazi interni e l'ortodossia cattolica rimaneva chiusa a ogni spinta riformatrice di stampo illuminista.

## L'epoca napoleonica
Questa debolezza contribuì a far cadere il Piemonte sotto la spinta di una nuova invasione esterna: quella causata dalla Rivoluzione francese del 1789. Con la Prima campagna d'Italia, Napoleone Bonaparte sconfisse pesantemente l'esercito piemontese e l'armistizio di Cherasco, confermato poche settimane dopo dal Trattato di Parigi, comportò l'accettazione, da parte del Re di Sardegna e duca di Savoia, dell'annessione alla Francia rivoluzionaria di Nizza, dell'alta Savoia, l'occupazione delle fortezze di Ceva, Cuneo e Tortona, la neutralità del Regno Sardo ed il libero passaggio dell'esercito francese nel territorio piemontese.
Nelle campagne piemontesi, intanto, stava succedendo il finimondo. Contadini che da sempre si erano schierati dalla parte della monarchia, protestando per le pessime condizioni delle campagne, soggette alle devastazioni della guerra, alle tasse sempre maggiori ed alle angherie delle cattive annate, diedero vita a vere e proprie bande armate che saccheggiarono a più riprese il territorio sabaudo, proclamando effimere repubbliche e venendo respinti con ferocia dai soldati inviati dal re, ormai incapace di gestire una situazione del tutto sfuggita di mano.
Vittorio Amedeo III, isolato e abbandonato anche dai suoi più fedeli sostenitori di un tempo, colpito da apoplessia, morì settantenne nel castello di Moncalieri. Lasciava un regno allo sfascio economico, con la cassa completamente svuotata, privo di due province fondamentali, la Savoia e Nizza, e devastato dalle correnti rivoluzionarie. Carlo Emanuele, il principe di Piemonte, che gli successe con il nome di Carlo Emanuele IV, era debole ed incapace a mantenere la situazione sotto controllo.
Dal 1798 cominciarono a spuntare effimere repubbliche, molte provocate da fuoriusciti piemontesi, militari e civili, incoraggiati e sostenuti dalla Francia tramite l'ambasciatore francese a Torino, Ginguené.
Lo scontro maggiore si ebbe il 14 aprile, fra Gravellona ed Ornavasso, ove 4.000 soldati sabaudi sconfissero, dopo sanguinosi combattimenti, i rivoltosi che avevano occupato Intra e Pallanza proclamando una repubblica indipendente. Alla battaglia, che si concluse con la cattura di un centinaio di ribelli, seguì la fucilazione dei prigionieri.
Un'altra concentrazione di ribelli ebbe luogo nell'alto ovadese, dove le truppe sabaude furono in grado di ristabilire il controllo solo attraversando parte del territorio della Repubblica di Genova, cosa che avvenne provocando una dichiarazione di guerra al Piemonte da parte della medesima. La guerra terminò poco dopo grazie all'interessata mediazione francese. Anche nei pressi di Alessandria fu brutalmente repressa, con il beneplacito francese, una pesante rivolta.
Ma la Francia intervenne poco dopo e molto pesantemente: accusando Carlo Emanuele IV di complicità con Ferdinando I delle Due Sicilie, che il 23 ottobre del 1798, in violazione del Trattato di Parigi del 1796, era entrato in guerra contro le truppe francesi di stanza a Roma, e le cui truppe, comandate dal generale austriaco Karl von Mack, si erano lanciate all'attacco della Repubblica Romana, impose a Carlo Emanuele la rinuncia al Piemonte, che sarebbe diventato francese, costringendolo a trasferirsi in Sardegna.
Il 12 aprile 1801 il Piemonte fu dichiarato 27ª Divisione militare francese e il 21 settembre 1802 divenne una regione francese denominata Au delà des Alpes, il suo confine orientale fu arretrato al Sesia (che segnava il confine con la neonata Repubblica Italiana).  Ancora una volta il Piemonte veniva annesso alla Francia.

Carta dei dipartimenti francesi in Italia durante il dominio napoleonico

Il Piemonte fu suddiviso in cinque dipartimenti:
- Dipartimento della Dora (Baltea), con capitale Ivrea, creato nel 1801
- Dipartimento di Marengo, con capitale Alessandria, costituito nel 1801
- Dipartimento del Po (già dell'Eridano), con capitale Torino, costituito nel 1802
- Dipartimento del Sesia, con capitale Vercelli, costituito nel 1802
- Dipartimento della Stura (di Demonte), con capitale Cuneo, costituito nel 1802

Ai sopra elencati si aggiungeva il Dipartimento del Monte Bianco, con capitale Chambéry, già costituito nel 1792, corrispondente in gran parte al territorio del Ducato di Savoia d'oltralpe.
Il Dipartimento del Tanaro, costituito nel 1801 con capitale Alessandria, fu soppresso nel 1805, ripartendone il territorio tra i dipartimenti confinanti.
La dominazione napoleonica vide da un lato il crollo dell'industria tessile e dei commerci con l'estero, e dall'altro, l'ingresso di molti stranieri (in particolare francesi) che iniziarono ad insediarsi con le loro fabbriche e le loro attività.

## La Restaurazione

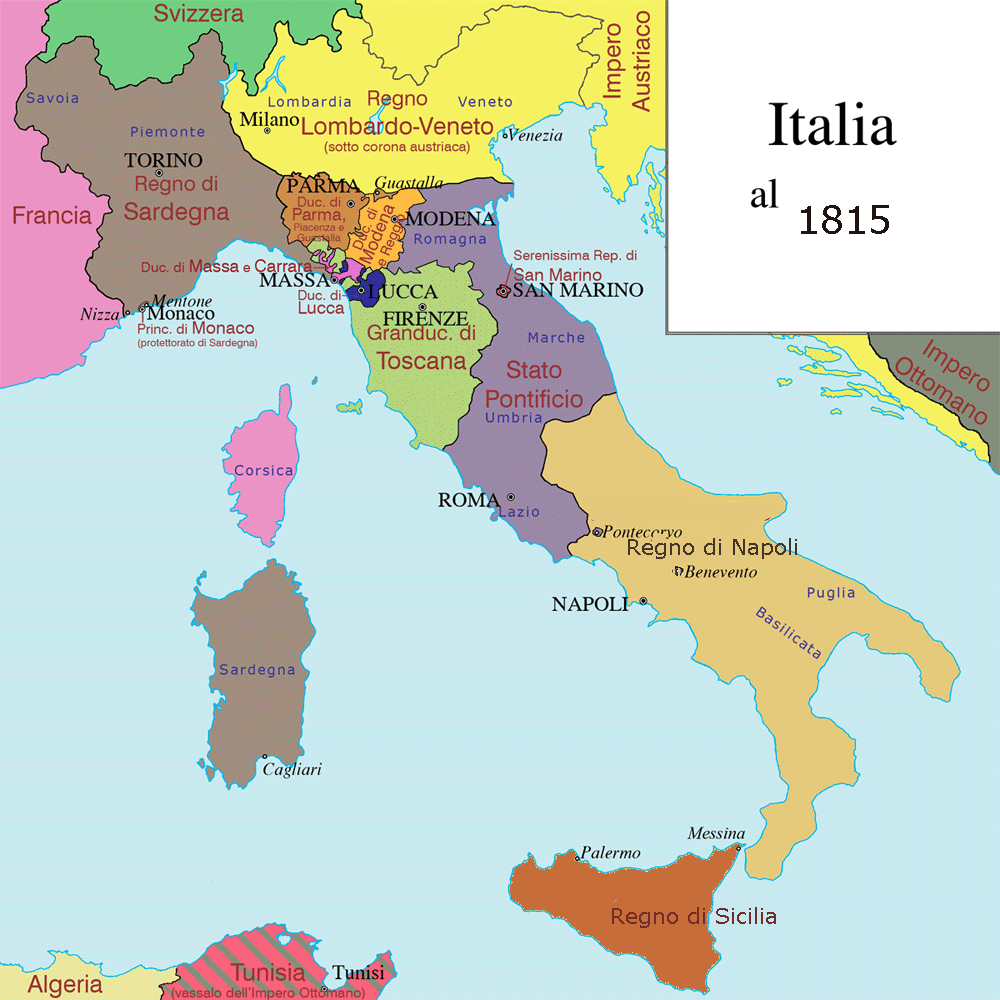
L'Italia nell'epoca della Restaurazione; il Regno di Sardegna è evidenziato in marroncino

Caduto Bonaparte nel 1815, con la Restaurazione, le vecchie dinastie spazzate via dalle truppe francesi vennero rimesse sul trono. e tra queste i Savoia. In Sardegna, dopo l'abdicazione nel 1802 di Carlo Emanuele IV di Savoia, era succeduto Vittorio Emanuele I. Questi, dunque, venne imposto sul trono a Torino dal Congresso di Vienna in qualità di nuovo Re di Sardegna.

Gli Stati di Terraferma del regno (Piemonte, Savoia, Monferrato, Vigevanasco e Lomellina, Nizza), nel 1819 avevano 3.439.785 abitanti, ripartiti nelle divisioni di Torino, Savoia, Genova, Alessandria, Cuneo, Novara, Nizza e ducato di Aosta. La Sardegna era suddivisa in Capo di Cagliari e Gallura e Capo di Sassari e Logudoro con circa 520.000 abitanti. Il ducato di Genova comprendeva anche l'isola Capraia ed aveva circa 500.000 abitanti.
Il Piemonte di quegli anni era attraversato dai moti rivoluzionari. Già nel 1821 gli studenti dell'Università di Torino si erano scontrati con le truppe inviate dal re per fermare l'occupazione dell'istituto attuata dagli alunni. Tutta la regione era in subbuglio, difficile da controllare, anche perché la rivolta era segretamente appoggiata dal principe Carlo Alberto. Santorre di Santarosa, il capo dei ribelli, si era incontrato col principe di nascosto, ottenendo il suo appoggio. L'8 marzo 1821 la rivolta scoppiò lo stesso ad Alessandria e rapidamente si estese fino a Torino, dove Vittorio Emanuele I preferì abdicare nei confronti di Carlo Felice. Siccome questi si trovava a Modena, Carlo Alberto assunse la reggenza e proclamò la costituzione, subito sconfessata dallo zio. Il giovane principe assicurò che stava preparando la resistenza contro l'intervento in Piemonte degli austriaci, ma si rifugiò prima a Novara e poi a Modena. Le forze costituzionali cercarono egualmente di tenere testa a quelle austriache, ma vennero sconfitte a Novara. Carlo Felice fece incarcerare molti patrioti e la rivolta sembrò placata.
Vittorio Emanuele I e il suo successore Carlo Felice di Savoia erano fratelli di Carlo Emanuele IV. Vittorio Emanuele I aveva solo figlie femmine e Carlo Felice non ebbe figli. La successione a Casa Savoia, dunque, divenne un affare in cui l'Austria vedeva la possibilità di imporre il proprio potere anche su queste terre se mai Vittorio Emanuele I avesse scelto come suo successore il principe Francesco IV d'Asburgo-Este, imparentato con gli Asburgo. Invece, Vittorio Emanuele scelse Carlo Alberto, del ramo Savoia-Carignano, che divenne re nel 1831.

## Verso l'Unità d'Italia

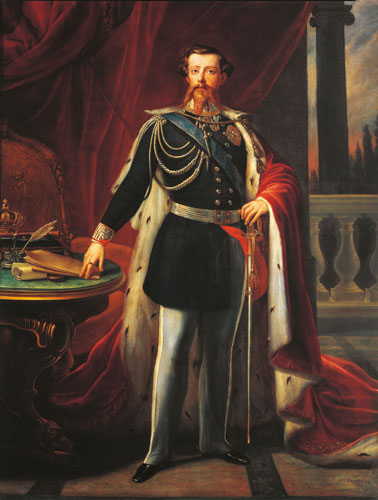
Vittorio Emanuele II è stato il primo Re d'Italia

In seguito alla disfatta del 1848 nella prima guerra di indipendenza, il Piemonte cercò di riattivare la propria economia. Massimo d'Azeglio, presidente del consiglio, approvò le Leggi Siccardi in seguito alle quali i privilegi di cui il clero aveva sempre goduto venivano aboliti. Il Piemonte stava cercando di rimodernarsi, e un grande passo avanti in questo processo venne dato da Camillo Benso conte di Cavour, presidente del consiglio dal 1852. Conscio del ritardo accumulato dal Regno di Sardegna rispetto agli altri paesi europei, Cavour intraprese una coraggiosa serie di riforme istituzionali, amministrative ed economiche che contemplavano, tra l'altro, la canalizzazione del Vercellese, la nascita di importanti istituzioni assistenziali, l'eliminazione di molti dazi doganali, i finanziamenti alle industrie, la creazione di ferrovie, la costruzione di navi. La società piemontese si inseriva nel movimento culturale ed economico della borghesia europea, grazie anche alla presenza in Piemonte di molti esuli provenienti da ogni parte d'Italia.
 Per avvicinarsi alle grandi potenze anche nel campo militare, Cavour ottenne che i suoi soldati partecipassero alla guerra di Crimea. Cavour partecipò al Congresso di Parigi figurando tra le nazioni vincitrici.

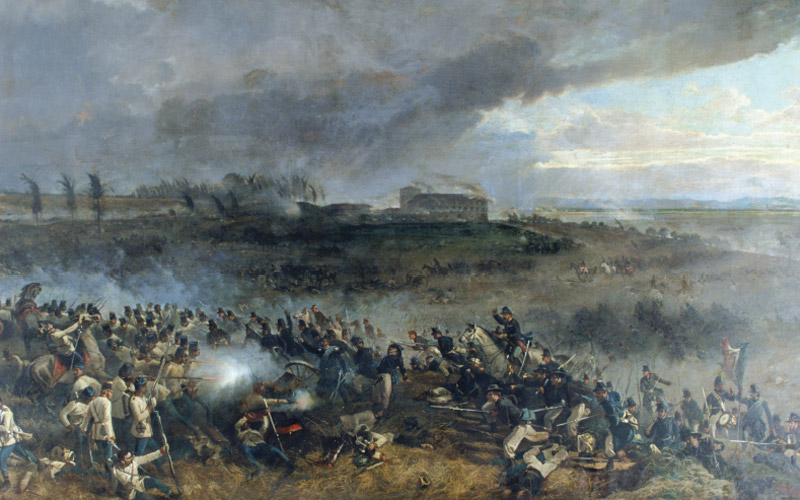
Battaglia di San Martino (autore sconosciuto, Museo del Risorgimento, Torino).

Ammodernato lo Stato e rafforzato l'esercito, il Piemonte (con il tacito appoggio di Napoleone III) si preparò a riprendere i combattimenti. Ammassò sul Ticino le truppe aspettando che l'Austria, sentendosi minacciata, attaccasse per prima, facendo sì in questo modo che i francesi entrassero in aiuto dei piemontesi. La trappola funzionò, nel 1859, gli austriaci furono respinti alla battaglia di Montebello, alla battaglia di Magenta, e alla battaglia di Solferino e San Martino. Mentre Giuseppe Garibaldi marciava verso il Veneto fu costretto a fermarsi per il rifiuto di Napoleone III di proseguire nel conflitto. In seguito alla pace la Lombardia passò al Piemonte. 
 Rapidamente altre nazioni dell'Italia Centrale vennero annesse attraverso plebisciti al nuovo Regno d'Italia. Ormai la nuova nazione comprendeva tutte le terre dal Piemonte alle Marche. La Savoia e Nizza, invece, erano state cedute, come da trattato, alla Francia quale ricompensa per il suo intervento in guerra.
Garibaldi, intanto, nel 1860 sbarcò a Marsala e conquistò la Sicilia, attraversando poi con le sue mille camicie rosse lo stretto di Messina e raggiungendo la Calabria. La debole resistenza borbonica venne presto fiaccata e molte città insorsero in suo favore. Partendo da Torino Vittorio Emanuele II decise di passare per le Marche e raggiungere Garibaldi a sud, il quale, il 7 settembre, entrò a Napoli.
Poco dopo, Vittorio Emanuele incontrò il generale nizzardo, prendendo così possesso dell'intera Italia meridionale.

## Dall'Unità d'Italia agli inizi del Novecento

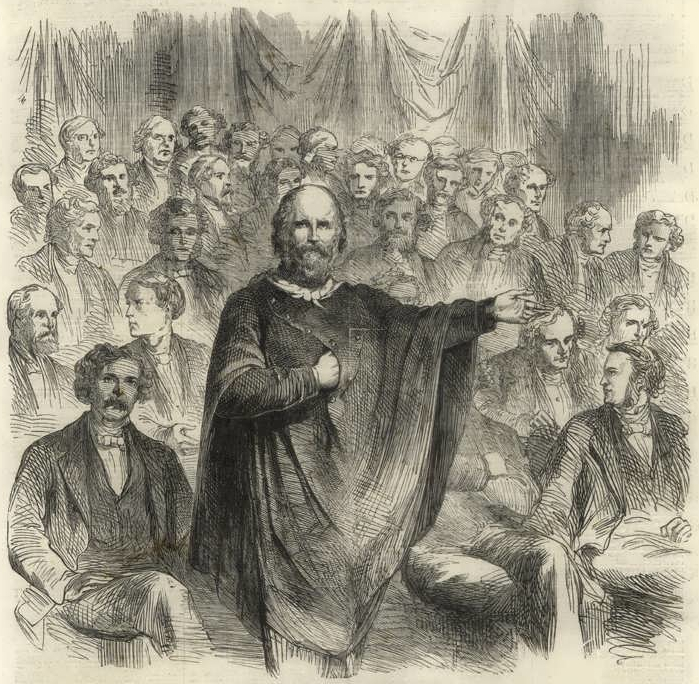
Prima seduta del neocostituito Parlamento Nazionale. Garibaldi pronuncia un discorso contro il governo di Cavour, 18 aprile 1861

Gli anni che seguirono l'unità d'Italia del 1861 furono un momento di incredibile sviluppo della società piemontese e così fu per l'Italia intera. Nel 1861 Torino divenne capitale del nuovo regno e lo fu fino a quando questa si spostò a Firenze nel 1865.
L'abbandono della casa regnante sabauda dalla vecchia capitale fu salutato con uno sconforto dalla popolazione, abituata a vivere in una capitale che si stava espandendo geograficamente ed economicamente. I legami con la Francia furono rafforzati da un trattato commerciale nel 1863 e dall'apertura del traforo del Fréjus nel 1871. Ma le nuove spinte protezionistiche e la lunga depressione economica che colpì l'Europa occidentale alla fine del XIX secolo capovolsero la situazione e innescarono una recessione che accentuò il malessere sociale e politico, soprattutto nel capoluogo.
Torino reagì però con un nuovo programma di riforme liberali e di modernizzazione tecnologica, che determinò il decollo dell'economia industriale. Divenuta la sede delle principali industrie e società italiane, Torino si trasformò in città operaia, accrescendo la sua superficie e creando grandi quartieri operai. La popolazione di Torino crebbe rapidamente.

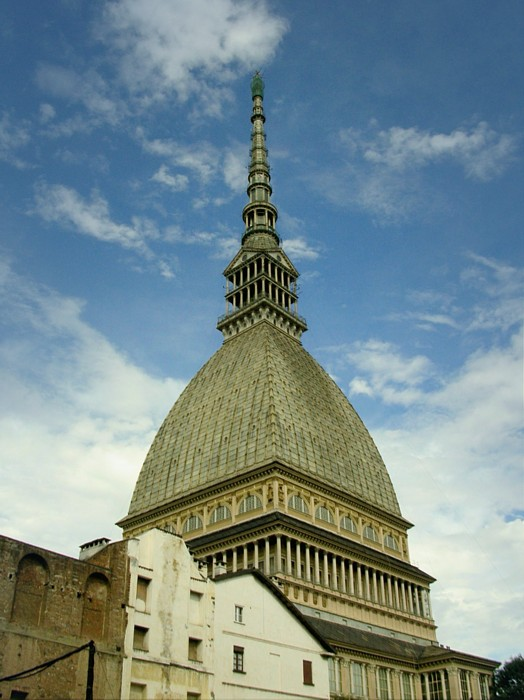
I lavori per la costruzione della Mole Antonelliana iniziarono nel 1863

Molte altre città piemontesi accrebbero notevolmente la loro popolazione, per lo più grazie ai nuovi cittadini venuti dal sud Italia in cerca di lavoro. In Piemonte l'industria forniva molti posti di lavoro. La FIAT, la principale industria piemontese e italiana, venne fondata nel 1899. Nel capoluogo piemontese fecero la loro prima comparsa anche il calcio, la moda, la radio, il telefono, la televisione.
In una città che andava via via recuperando la propria importanza, agiva in quegli anni l'architetto Alessandro Antonelli, il quale eresse la Mole Antonelliana tra il 1863 ed il 1889, uno dei simboli più importanti di Torino.
Per alleviare le condizioni di vita spesso miserabili di troppi operai delle nuove fabbriche, si mossero i "santi sociali" e in particolare san Giovanni Bosco, che pose nella zona di Valdocco, a Torino, il cuore pulsante della sua opera salesiana sparsa nel mondo. Altre grandissime figure religiose del Piemonte di quegli anni, san Giuseppe Benedetto Cottolengo, il beato Faà di Bruno, san Giuseppe Cafasso e san Giuseppe Marello sono solo i massimi esempi di un filone di religiosità popolare che investì il Piemonte di quegli anni.
Il Piemonte fornì alla nazione anche alcuni dei più importanti ministri dell'Italia unificata, come Quintino Sella e Giovanni Giolitti più volte presidente del Consiglio dei ministri; il processo di "piemontesizzazione" impose infatti al governo nazionale politici e parlamentari in gran parte piemontesi, regolando lo Stato italiano secondo il modello sabaudo.
Politicamente, l'industrializzazione determinò la crescita del partito socialista a Torino e nelle zone caratterizzate da un'ampia presenza di salariati agricoli (come l'alessandrino e il vercellese), mentre le altre province rimanevano di orientamento prevalentemente cattolico moderato.

## Il Piemonte tra le due guerre mondiali

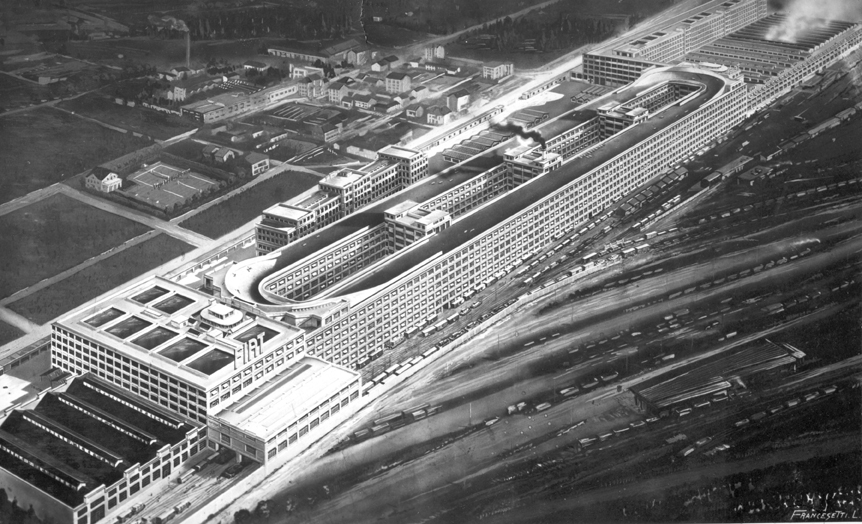
Vista aerea del Lingotto (1928). Gli stabilimenti industriali furono protagonisti di vari scioperi ad oltranza nonché vittime dei continui bombardamenti Alleati durante la guerra

Alla vigilia del primo conflitto mondiale, il Piemonte era in gran parte neutralista. Ciò non impedì alla FIAT di fornire spesso il materiale bellico principale con cui sostenere il conflitto. Non a caso nella seconda guerra mondiale Torino verrà bombardata a ripetizione dagli Alleati, proprio perché sede delle principali industrie belliche e di altro tipo.
In questa regione il fascismo non assunse mai dimensioni di rilievo, tranne per alcuni movimenti squadristici formatisi nelle zone del Casalese e del Novarese.
Al contrario, durante la seconda guerra mondiale il Piemonte fu sede di attivi centri di resistenza partigiana: la Val Chisone, la Val d'Ossola, le Langhe e il Monferrato furono i più attivi centri della Resistenza piemontese. L'esercito tedesco, dal canto suo, compì rappresaglie e saccheggi nelle campagne, danneggiando anche molte città come Novara ed Alessandria.
Della resistenza nelle campagne narrano alcuni grandi scrittori piemontesi come Cesare Pavese e Beppe Fenoglio.
Il 5 aprile 1944, nel poligono di tiro del Martinetto, avvenne la fucilazione di otto alti membri del comitato militare piemontese del CLN, tra cui il generale Perotti.
Al termine della guerra, l'Italia dovette cedere alcuni lembi di terra piemontese (718 km² complessivi: Tenda e Briga) alla Francia, tra cui il Forte dello Chaberton, come stabilito dai trattati di pace.

## Una regione nell'Italia repubblicana

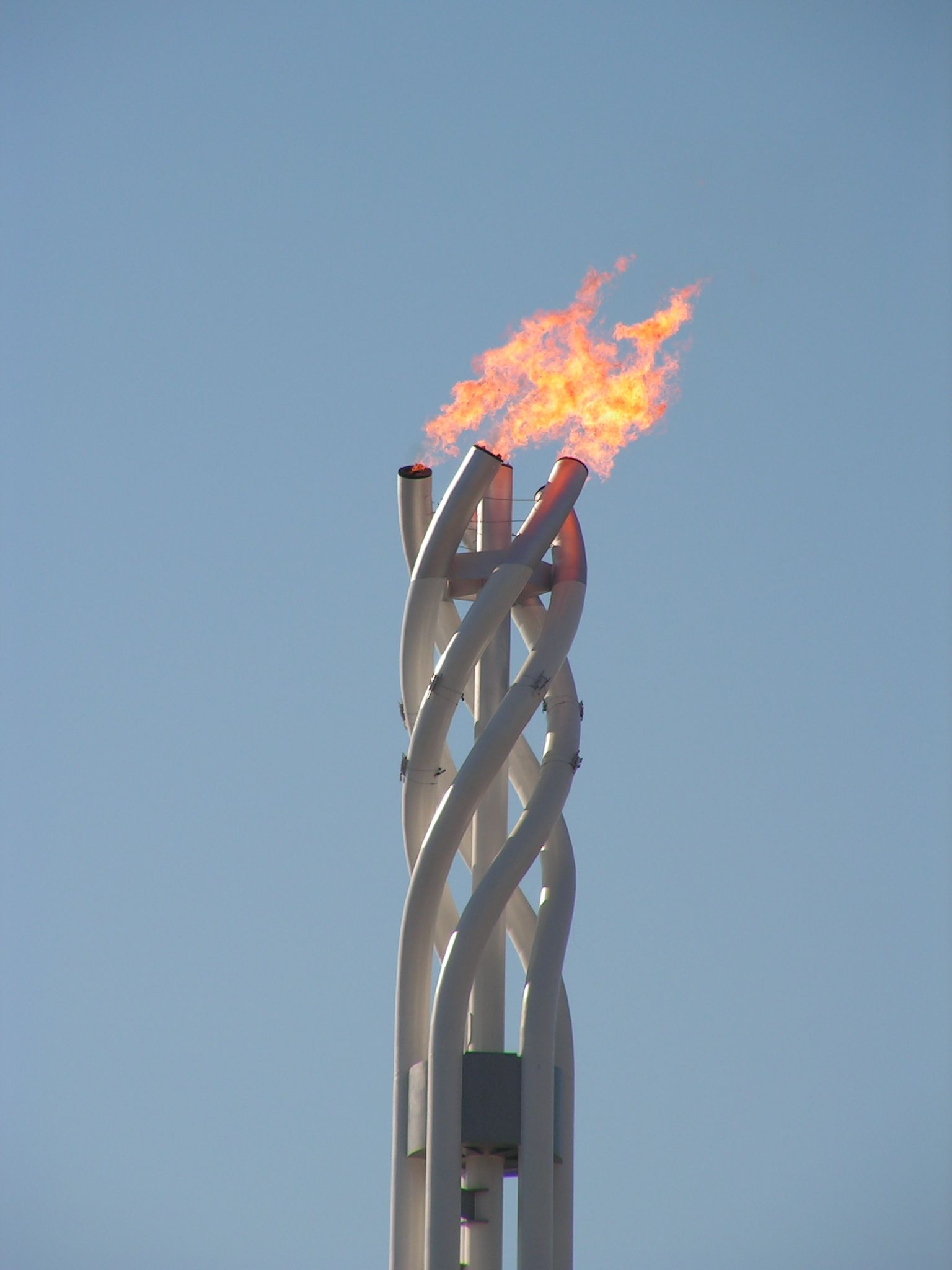
Il Braciere Olimpico di Torino 2006

In seguito al referendum del 1946 che sancì la nascita della Repubblica Italiana, il Piemonte divenne una regione della nuova repubblica.
Nel dopoguerra il peso dell'industria con alterne vicende nell'economia piemontese è ancora aumentato, non soltanto con la FIAT nel ramo automobilistico ma anche con altre aziende come la Olivetti ad Ivrea, il tessile, le manifatture e l'alimentare la Ferrero ad Alba e le telecomunicazioni con il centro CSELT a Torino. Allo stesso tempo l'agricoltura è stata attraversata da profonde trasformazioni, con l'aumento della meccanizzazione, la diffusione di nuove colture e la specializzazione in prodotti di qualità destinati in buona parte all'esportazione in particolare la viticoltura (Langhe, Roero, Monferrato, Astigiano e Novarese) la frutticoltura a Lagnasco, nel Saluzzese, nel Saviglianese, nel Cuneese e nel Vercellese e Novarese, il riso.
Negli anni sessanta, con l'apertura dei trafori del Monte Bianco e del Gran San Bernardo, la regione si è maggiormente integrata nella rete di comunicazione europea ed ha potuto da allora incrementare le esportazioni.
A partire dagli anni ottanta ha assunto dimensioni significative, non soltanto a Torino ma in tutto il territorio regionale, la presenza di immigrati stranieri, provenienti soprattutto dall'Africa settentrionale e dall'Europa orientale: la comunità romena del Piemonte è la più popolosa d'Italia.
Negli ultimi anni del XX secolo, con la scomparsa dell'Olivetti, la crisi dell'industria meccanica torinese, il ridimensionamento dell'industria ferroviaria a Savigliano e il declino delle industrie tessili del Biellese, la regione ha perso competitività nel settore industriale, ed ha cercato di rimediare promuovendo il turismo, non soltanto di montagna che ha ricevuto impulso dai Giochi olimpici invernali ma anche quello culturale e gastronomico, che ha richiamato visitatori stranieri in territori di provincia un tempo tra i più poveri e oggi molto ricercati, come le Langhe.
Nel 1992 sono state create le due nuove province di Biella e del Verbano-Cusio-Ossola.
Nel 2006 i XX Giochi olimpici invernali si sono svolti in Piemonte, valorizzando i patrimoni ambientali ed artistici della regione. In concomitanza con l'evento sono state inaugurate alcune opere pubbliche tra le quali la Metropolitana di Torino i cui lavori erano in progetto da cinquant'anni.
Attualmente il Piemonte è al centro delle dispute sul percorso della rete ferroviaria ad alta velocità, il cui tracciato originario, che attraversava l'intera regione da est a ovest, è stato duramente contestato dai movimenti ambientalisti e dalle comunità locali ed è tuttora in discussione.
La Regione Piemonte contava 2.800.000 abitanti nel 1861 ed oggi ne conta 4.300.000. Ha un'estensione di 25.399 km², che ne fa la seconda regione italiana per superficie, dopo la Sicilia.